# All (Patricia Bredin-dal)
Az All (magyarul: Minden) egy dal, amely az Egyesült Királyságot képviselte az 1957-es Eurovíziós Dalfesztiválon. A dalt Patricia Bredin adta elő angol nyelven. Ez volt az Egyesült Királyság első szereplése a versenyen, emellett ez volt az Eurovízió első angol nyelvű dala, és 1 perc 52 másodpercével a dalfesztivál történetének eddigi legrövidebb dala 2015-ig.
A dal a brit nemzeti döntőn nyerte el az indulás jogát.
A március 3-án rendezett döntőben a fellépési sorrendben harmadikként adták elő, a luxemburgi Danièle Dupré Amours mortes (tant de peine) című dala után és az olasz Nunzio Gallo Corde della mia chitarra című dala előtt. A szavazás során hat pontot szerzett, ami a hetedik helyet érte a tízfős mezőnyben.
Mivel az Egyesült Királyság nem vett részt az 1958-as versenyen, így a következő brit induló Pearl Carr és Teddy Johnson Sing, Little Birdie című dala volt az 1959-es Eurovíziós Dalfesztiválon.

## Kapott pontok
| Kapott pontok                                                                                 | 1 | 1 |  |  | 1 | 1 |  |  |  | 2 |
| A tábla a fellépés sorrendjében van rendezve. A szavazás menete fordított sorrendben történt. |   |   |  |  |   |   |  |  |  |   |

## Külső hivatkozások
- Dalszöveg
- Az All című dal előadása a frankfurti döntőben. YouTube